# Один манат
Оди́н мана́т (азерб. Bir manat, туркм. Bir manat) — номінал банкнот і монет азербайджанського маната і туркменського маната.

## Банкноти

### Вийшли з обігу
| Країна      | Зображення | Зображення | Розміри (мм) | Основний колір    | Опис                                                  | Опис                                                          | Дата випуску | Дата виходу з обігу |
| Країна      | Аверс      | Реверс     | Розміри (мм) | Основний колір    | Аверс                                                 | Реверс                                                        | Дата випуску | Дата виходу з обігу |
| ----------- | ---------- | ---------- | ------------ | ----------------- | ----------------------------------------------------- | ------------------------------------------------------------- | ------------ | ------------------- |
| Азербайджан |            |            | 125×63       | зелений, рожевий  | Дівоча вежа                                           | Назва Національного банку на тлі орнаментів                   | 1992         | 2005                |
| Азербайджан | 200x200пкс |            | 125×63       | синій, жовтий     | Дівоча вежа                                           | Назва Центрального банку на тлі орнаментів і номінал банкноти | 1993         | 2005                |
| Туркменія   |            |            | 120×60       | червоний, рожевий | Будівля Академії наук Туркменії, національна прикраса | Мавзолей Іль-Арслана                                          | 1993         | 2009                |

### Перебувають в обігу
| Країна      | Зображення | Зображення | Розміри (мм) | Основний колір        | Опис                                | Опис                                                               | Дата випуску |
| Країна      | Аверс      | Реверс     | Розміри (мм) | Основний колір        | Аверс                               | Реверс                                                             | Дата випуску |
| ----------- | ---------- | ---------- | ------------ | --------------------- | ----------------------------------- | ------------------------------------------------------------------ | ------------ |
| Азербайджан |            |            | 120×70       | сірий                 | Азербайджанські музичні інструменти | Карта Азербайджану на тлі національних орнаментів килимів (шебеке) | 2005         |
| Азербайджан |            | 2009, 2017 | 120×70       | сірий                 | Азербайджанські музичні інструменти | Карта Азербайджану на тлі національних орнаментів килимів (шебеке) |              |
| Туркменія   |            |            | 120×60       | зелений, помаранчевий | портрет Тогрул-бека                 | Державний культурний центр Туркменістану                           | 2009         |
| Туркменія   |            | 2012       | 120×60       | зелений, помаранчевий | портрет Тогрул-бека                 | Державний культурний центр Туркменістану                           |              |
| Туркменія   |            | 2014       | 120×60       | зелений, помаранчевий | портрет Тогрул-бека                 | Державний культурний центр Туркменістану                           |              |

## Монети

### Стандартні монети
Монети 1 манат випущені в Туркменістані 2010 року.
| Зображення              | Номінал | Матеріал                          | Діаметр (мм) | Товщина (мм) | Маса (г) | Гурт                                     | Рік випуску |
| ----------------------- | ------- | --------------------------------- | ------------ | ------------ | -------- | ---------------------------------------- | ----------- |
| Файл:TM-2010manat01.jpg | 1 манат | кільце: латунь центр: мідь+нікель | 27           | 2,2          | 9,5      | рубчастий із зірками і написом BIR MANAT | 2010        |

### Пам'ятні монети Азербайджану
Монети якості proof викарбувані з мідно-нікелевого сплаву на Королівському монетному дворі Великої Британії і випущені в індивідуальних блістерах. Монети з аналогічним дизайном, але інших номіналів, випущено також зі срібла і золота.
Аверс: герб та назва держави, орнамент з 8-кутної зірки і півмісяця, номінал.
Реверс: сцена відповідного виду спорту і написи азерб. I AVROPA OYUNLARI і англ. BAKU 2015 FIRST EUROPEAN GAMES — «Баку 2015 Перші Європейські ігри».
Номінал: 1 манат. Маса: 28,28 г. Діаметр: 38,61 мм Тираж: 1000 шт.
| 2015 |            | Боротьба   |  | 2015 |                 | Стрибки у воду |
| 2015 |            | Гімнастика |  | 2015 | Стрільба з лука |                |
| 2015 | Веслування |            |  |      |                 |                |

### Пам'ятні монети Туркменістану
| 2010 | | 15 років нейтралітету |
| 2010 | Аверс: позолочений герб Туркменістану, назва банку-емітента, руб аль хізб, номінал монети, маса і проба металу. Реверс: емблема ООН, прапор Туркменістану, оливкова гілка і позолочене число «15» на тлі карти Туркменістану з позначеною на ній столицею, напис туркм. TÜRKMENISTANYŇ HEMIŞELIK BITARAPLYGYNA |                       |